# Memphis Grizzlies 2008-2009
La stagione 2008-09 dei Memphis Grizzlies fu la 14ª nella NBA per la franchigia.
I Memphis Grizzlies arrivarono quinti nella Southwest Division della Western Conference con un record di 24-58, non qualificandosi per i play-off.

## Roster
| N° | Naz.                   | Ruolo | Sportivo           | Anno | Alt. | Peso |
| -- | ---------------------- | ----- | ------------------ | ---- | ---- | ---- |
| 00 | Stati Uniti (bandiera) | A     | Darrell Arthur     | 1988 | 206  | 102  |
| 1  | Stati Uniti (bandiera) | G     | Kyle Lowry         | 1986 | 183  | 79   |
| 3  | Stati Uniti (bandiera) | G     | Javaris Crittenton | 1987 | 196  | 91   |
| 3  | Stati Uniti (bandiera) | A     | Darius Miles       | 1981 | 206  | 95   |
| 7  | Stati Uniti (bandiera) | G     | Greg Buckner       | 1976 | 193  | 95   |
| 11 | Stati Uniti (bandiera) | G     | Mike Conley        | 1987 | 185  | 82   |
| 13 | Stati Uniti (bandiera) | G     | Quinton Ross       | 1981 | 198  | 88   |
| 15 | Iran (bandiera)        | C     | Hamed Haddadi      | 1985 | 218  | 115  |
| 21 | Stati Uniti (bandiera) | A     | Hakim Warrick      | 1982 | 206  | 99   |
| 22 | Stati Uniti (bandiera) | A     | Rudy Gay           | 1986 | 206  | 100  |
| 30 | Stati Uniti (bandiera) | C     | Adonal Foyle       | 1975 | 208  | 113  |
| 31 | Serbia (bandiera)      | AC    | Darko Miličić      | 1985 | 213  | 113  |
| 32 | Stati Uniti (bandiera) | G     | O.J. Mayo          | 1987 | 193  | 95   |
| 33 | Spagna (bandiera)      | C     | Marc Gasol         | 1985 | 216  | 120  |
| 55 | Serbia (bandiera)      | G     | Marko Jarić        | 1978 | 201  | 90   |

## Staff tecnico
- Allenatori: Marc Iavaroni (11-30) (fino al 22 gennaio)[1], Johnny Davis (0-2) (dal 22 al 25 gennaio)[2], Lionel Hollins (13-26)
- Vice-allenatori: Johnny Davis, Dave Joerger, Ron DuBois (fino al 27 gennaio), Kevin O'Neill (fino al 27 gennaio), Andy Greer (fino al 27 gennaio), Barry Hecker (dal 27 gennaio), Henry Bibby (dal 6 febbraio), Damon Stoudamire (dal 6 febbraio)
- Preparatore atletico: Drew Graham